# Stanisław Feliks Kwaśniewski
Stanisław Feliks Kwaśniewski, poljski general, * 1886, † 1956.